# Cerro Uyarani
Cerro Uyarani är ett berg i Bolivia.   Det ligger i departementet Oruro, i den västra delen av landet, 400 km väster om huvudstaden Sucre. Toppen på Cerro Uyarani är 4 335 meter över havet, eller 477 meter över den omgivande terrängen. Bredden vid basen är 10,0 km.
Terrängen runt Cerro Uyarani är platt åt sydväst, men åt nordost är den kuperad. Cerro Uyarani är den högsta punkten i trakten. Trakten runt Cerro Uyarani är nära nog obefolkad, med mindre än två invånare per kvadratkilometer.. 
Trakten runt Cerro Uyarani är ofruktbar med lite eller ingen växtlighet.